# Evaň
Obec Evaň se nachází v okrese Litoměřice v Ústeckém kraji. V obci žije 294 obyvatel.

## Název
Název vesnice je odvozen z osobního jména Evan ve významu Evanův dvůr. V historických pramenech se název objevuje ve tvarech: Evaň (1437), na Ewani (1495), Eywan (1528), Ewaṅ (1575), „na vsi Newani“ (1582), na Ejvani (1603, 1615), na Neywanj (1613), Eywaṅ (1654), Eywan (1787) a Evaň (1854).

## Historie
První písemná zmínka o Evani pochází z roku 1437. V patnáctém století vesnice patřila blíže neznámé církevní instituci. V roce 1495 byl jejím majitelem Jan ze Šelmberka se svými syny a roku 1528 ji vlastnil Jan Sezima z Ústí, jehož potomkům patřila do konce šestnáctého století. Sezimové z Ústí v roce 1575 vesnici získali do dědičného vlastnictví. Roku 1597 ji od nich koupil Karel Elsnic z Elsnic, který ve vsi nejspíše založil tvrz, připomínanou v písemných pramenech až během pobělohorských konfiskací v letech 1623 a 1627. Renesanční tvrz pravděpodobně stávala u hospodářského dvora. Roku 1619 statek od Elsniců koupila Johanka z Hertemberka, první manželka Václava ze Šternberka. Václavovi byla Evaň roku 1627 zkonfiskována a poté ji koupila Marie Maxmiliana ze Šternberka, která ji připojila k libochovickému panství. Po Mariině smrti byla Evaň převedena k Budyni nad Ohří. Tvrz v té době už nesloužila jako panské sídlo a časem beze stop zanikla.

## Obyvatelstvo
|           | 1869 | 1880 | 1890 | 1900 | 1910 | 1921 | 1930 | 1950 | 1961 | 1970 | 1980 | 1991 | 2001 | 2011 | 2021 |
| --------- | ---- | ---- | ---- | ---- | ---- | ---- | ---- | ---- | ---- | ---- | ---- | ---- | ---- | ---- | ---- |
| Obyvatelé | 427  | 452  | 428  | 506  | 533  | 529  | 551  | 389  | 361  | 312  | 309  | 230  | 237  | 237  | 249  |
| Domy      | 69   | 89   | 93   | 98   | 99   | 101  | 120  | 137  | 114  | 106  | 97   | 112  | 108  | 105  | 114  |

## Obecní správa
Mezi lety 1869–1980 Evaň byl obcí v okrese Roudnice (1869–1910), poté v okrese Roudnice nad Labem (1921–1930), poté v okrese Lovosice (1950) a později v okrese Litoměřice. Od 1. ledna 1981 do 30. června 1990 patřil jako část města k Libochovicím a od 1. července 1990 je opět samostatnou obcí.

### Části obce
- Evaň
- Horka

## Pamětihodnosti
- Kaplička svatého Josefa na návsi
- Socha Ecce Homo
- Náves
- Na východním okraji obce se nachází přírodní památka Evaňská rokle.
- Kaplička Panny Marie Pomocné na staré Evaňské silnici vysvěcená 30. října 1906